# Fiebre de Oro (Cataluña)
El término Fiebre de Oro hace referencia a un período de la historia de Cataluña que se inició entre los años 1876 y 1878, en el que los condicionantes económicos favorecieron la proliferación de la burguesía para realizar movimientos especulativos en los últimos compases del siglo XIX. Este hecho se vio condicionada fuertemente por la llegada de la Dactylosphaera vitifoliae (llamada también filoxera) de Francia, que provocó la plaga de la filoxera de la vid en España y favoreció las exportaciones vinícolas de Cataluña a Francia. La burbuja económica se aceleró en 1881 e impulsó de rebote la industria catalana, fundándose veinte bancos. No obstante, el modelo especulativo entró en crisis con el estallido en febrero de 1882 de la crisis económica que comenzó en París y duró siete años, con el momento más crítico en 1886, llegando a enderezarse con las obras para la Exposición Universal de Barcelona de 1888.
Sobre este período, Narcís Oller escribió una novela también llamada La fiebre del oro (1890-1893). Derivada de esta obra, Gonzalo Herralde llegaría a dirigir una película basada en la misma, protagonizada por Fernando Guillén y Rosa Maria Sardà.